# Albert von Bamberg

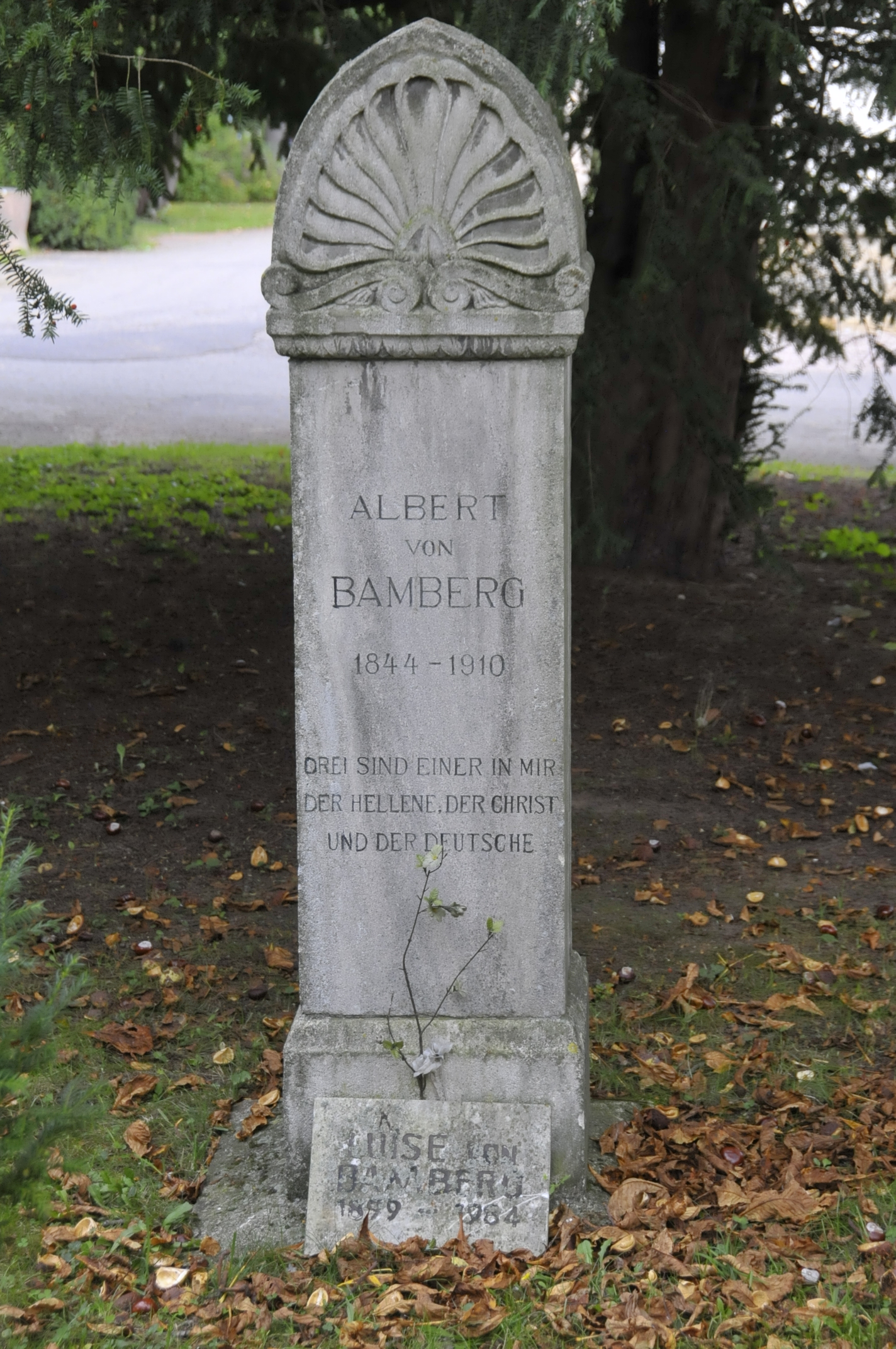
Grabstein von Bamberg auf dem Hauptfriedhof Gotha

Eduard Heinrich Albert von Bamberg (* 6. Mai 1844 in Rudolstadt; † 24. Januar 1910 in Gotha) war ein deutscher klassischer Philologe und Gymnasialdirektor in Eberswalde (1878–1883) und Gotha (1883–1910).

## Herkunft
Albert von Bamberg war der Sohn des Juristen und Geheimen Regierungsrates Günther von Bamberg (* 14. Februar 1814; † 17. Januar 1868) und dessen Ehefrau Thekla Hörcher (* 18. Dezember 1820; † 7. August 1857). Nach dem Tod seiner Frau heiratete er  am 11. Oktober 1859 ihre Zwillingsschwester Louise (1820–1898).

## Leben
Er besuchte das Gymnasium seiner Vaterstadt Rudolstadt und bezog anschließend die Universität Göttingen, um Theologie und Philologie (bei Ernst Curtius und Hermann Sauppe) zu studieren. Später wechselte er nach Bonn, wo ihn Otto Jahn und besonders Friedrich Ritschl beeinflussten. Von Ritschl stammte auch die Anregung zu seiner Dissertation über zwei Aristophanes-Handschriften in Ravenna und Venedig, mit der er 1865 promoviert wurde (De Ravennate et Veneto Aristophanis codicibus, Leipzig 1865). Die Schrift widmete Albert von Bamberg seinem Vater.
Anschließend arbeitete von Bamberg als Gymnasiallehrer in Berlin. 1878 ging er nach Eberswalde, wo er zum Direktor des neugegründeten städtischen Gymnasiums ernannt wurde. Er organisierte die Schule und brachte nach fünf Jahren dort die ersten Schüler zum Abitur. 1883 wechselte er als Schulleiter an das Gothaer Gymnasium Ernestinum, wo er bis zu seinem Tod lehrte und forschte. In Gotha förderte er den Evangelischen Bund und den Zusammenschluss der deutschen evangelischen Landeskirchen. Er war auch Vorsitzender des Hauptvereins des Deutsch-Evangelischen Bundes für das Herzogtum Gotha und seit 1899 Mitglied der Akademie gemeinnütziger Wissenschaften zu Erfurt. Für seine Verdienste wurde er 1902 zum Geheimen Oberschulrat ernannt und 1905 mit einer Festschrift geehrt.
Am 24. Januar 1910 starb Albert von Bamberg unvermutet infolge eines Gehirnschlags. Er wurde am 28. Januar unter großem Geleit auf dem Hauptfriedhof Gotha beigesetzt. Die Abiturfeier des Gymnasiums am 23. März wurde zu seinem Gedächtnis abgehalten. Sein Nachlass befindet sich in der Forschungsbibliothek Gotha.
Neben der Beschäftigung mit der Textkritik des Aristophanes setzte sich von Bamberg auch mit der homerischen Formenlehre, der griechischen Wortbildungslehre und Syntax sowie mit den platonischen Dialogen Apologie, Kriton, Laches und Euthyphron auseinander.

## Familie
Er heiratete am 11. September 1875 Aline Fanny Angelika Herrmann (* 26. Februar 1856; † 31. Januar 1887). Das Paar hatte mehrere Kinder:
- Thekla Anna Christine Luise (* 30. Januar 1877)
- Elisabeth Aline Christiane Agnes (* 10. Februar 1878)
- Günther Emil Rudolf Wilhelm (* 24. Juni 1879)
- Hermann Karl Albert (* 3. Januar 1881; † 2. Juni 1881)
- Konrad Friedrich Albert (* 31. August 1882; † 4. März 1886)
- Otto Karl Anton (* 4. März 1885; † 21. November 1887)
- Johanna Theodora Aline (* 19. Januar 1887)

Nach dem Tod seiner ersten Frau heiratete er am 8. August 1889 Johanna Louise Emilie Sophie Neumann (* 24. Januar 1865).